# Hylaeus macilentus
Hylaeus macilentus är en biart som beskrevs av Ikudome 1989. Hylaeus macilentus ingår i släktet citronbin, och familjen korttungebin. Inga underarter finns listade i Catalogue of Life.